# Почётная медаль Медицинской службы Вооружённых сил Франции
Почётная медаль Медицинской службы Вооружённых сил Франции (фр. Médaille d'honneur du service de santé des armées) — французская награда для «людей, которые оказывающим или оказывающим помощь» Медицинской службы ВС Франции и лиц, «особенно отличившимся своей службой или преданностью своему делу».

## История
Медаль учреждена указом № 62-1037 от 30 августа 1962 года, заменив три почётные медали военного здравоохранения и три эпидемической службы:
- Медаль армейской санитарной службы (1931)[3][4];
- Медальмедицинской службы ВМФ (1947)[5];
- Медаль медицинской службы ВВС (1948)[6][7];
- Медаль эпидемической службы Военного министерства (1892);
- Медаль эпидемической службы Морского министерства[фр.] (1909);
- Медаль эпидемической службы Министерства заморских дел (1927).

## Положение о награде

### Условия награждения
Медалью могут быть награждены гражданские лица и военнослужащие. Заявление на получение награды подаётся на имя министра Вооружённых сил по предложению центрального директора Медицинской службы Вооружённых сил. Диплом, удостоверяющий вручение медали, подписывается министром и скрепляется подписью центрального директора.
Медаль имеет четыре степени:
- Бронза — за 10 лет службы;
- Серебро — обладателям бронзовой медали за 15 лет службы;
- Вермель — обладателям серебряной медали за 20 лет службы;
- Золото — присуждаемое за исключительные заслуги (вне зависимости от выслуги).[10]

Кавалеры ордена Почётного легиона, не получившие бронзовую версию данной награды, но соответствующие условиям для её получения, могут расчитывать сразу на серебряную или вермелевую.
Указ от 29 июня 1979 позволяет присуждать эту награду посмертно.

## Описание награды
Медаль круглая, на аверсе символичное изображение Республики в виде повёрнутого вправо профиля женщины с развевающимися по ветру волосами, с подписью «RÉPUBLIQUE FRANÇAISE». На реверсе сосуд Гигеи и пальма, с надписью «MINISTÈRE DE LA DÉFENSE» сверху и «SERVICE DE SANTÉ DES ARMÉES» снизу.
На лента белого цвета центральная красная и две синие ближе к краю. Ленты медалей, начиная с серебряной имеет в центре трёхцветную розетку. 
| Бронза | Серебро | Вермель | Золото |
| ------ | ------- | ------- | ------ |
|        |         |         |        |
|        |         |         |        |